# تامارا اکلستون
تامارا اکلستون راتلند (به انگلیسی: Louise Alexandra Pentland)،(زاده ۲۸ ژوئن ۱۹۸۵)، مدل، شخصیت اجتماعی، مجری تلویزیون، شخصیت و دختر میلیاردر بریتانیایی است.

## اوایل زندگی
تامارا متولد شده در میلان دختر برنی اکلستون، مدیر سابق اجرایی فرمول یک گروه و مادر او مدل اسلاویکا اکلستون می‌باشد. او خواهر پترا استانت می‌باشد. او تحصیل کرده مدرسه فرانسیس هلنددر لندن است.

## حرفه
تامارا مجری برنامه فرمول ۱ فصل ۲۰۰۹ که از کانال اسکای اسپورت ایتالیا پخش می‌شد بوده‌است. او همچنین در ساخت برنامه مسابقات هوایی ردبول نیز با کانال ۴ همکاری داشته‌است. تامارا در سال ۲۰۱۳ برای پلی بوی هم کار کرده‌است.

## زندگی شخصی
در سال ۲۰۰۲ با جاناتان کترمن نامزد کرده‌است.
او با جی راتلند در ۲۰۱۳ ازدواج کرده‌است و حاصل این ازدواج دختری بنام سوفیا است.
آنها خانه‌ای در باغ کنزینگتون زندگی می‌کنند. ارزش این خانه در سال ۲۰۱۱، ۵۴ میلیون پوند بوده‌است.